# Zaostalí
Zaostalí je umělecké sdružení výrazných individualit, které vzniklo roku 1987 během příprav neoficiální výstavy Forum '88 v pražské holešovické tržnici. Ironický název reflektuje nechuť k organizované politicko-kulturní činnosti, poté co komunistický režim koncem 80. let znovu povolil zakládání tvůrčích skupin. Symbolizuje také návrat ke středoevropské kulturní tradici a vymezení vůči "novočeskému pseudomodernismu a postmoderně", k módním vlnám a povrchním – „stokrát přežvýkaným“ – citacím starých mimoevropských kultur, k planým instalacím a odtažitým koncepcím.

## Historie vzniku sdružení
Výtvarníci sdružení ve skupině Zaostalí se individuálně prosadili na výstavách doma i v zahraničí už v průběhu 60. let. Okupace Československa v srpnu 1968 jejich umělecké kariéry přerušila a během následujících dvaceti let tzv. normalizace ztratili možnost vystavovat i prodávat svá díla a pohybovali se pouze na neoficiální výtvarné scéně. Někteří byli členy jiných nezávislých sdružení (Šmidrové - Dlouhý, Klusák, Křižovnická škola, Somráci - Beran, Paleta vlasti - Dlouhý). Po roce 1989 působili jako profesoři Akademie výtvarných umění v Praze (Beran, Demartini, Dlouhý) nebo Vysoké školy uměleckoprůmyslové v Praze (Nešleha).
Skupina se scházela v roce 1987 aby připravila společnou instalaci pro neoficiální výstavu Forum '88 v Pražské tržnici. Černý pomníček s nápisem Zaostalí přinesl na jednu schůzku Bedřich Dlouhý a ostatní název přijali jako výraz ironického odstupu ke skupinaření i k sobě samým. Jako architekta přizvali Karla Koubu. Jan Klusák se stal členem skupiny jako skladatel, herec a teoretik během přípravy k následující neoficiální výstavě, která se měla konat v Lidovém domě ve Vysočanech roku 1990. K té nakonec nedošlo a skupina dostala termín v prestižní Nové síni v centru Prahy, která je ale menší a nedovolila realizovat výstavu v původním rozsahu. Část děl proto přesunuli na paralelní výstavu Dialog '90 (Paris-Praha) v Mánesu (Z. Beran: Hra s obrazy). Další společnou výstavou skupiny v roce 1992 byla instalace Hromada (nebo Obětiště) v Mánesu, na výstavě pořádané u příležitosti kongresu AICA ve Vídni, kde individuální artefakty, vytvořené na sklonku komunistického režimu, instalovali jako společné dílo.
Poslední společná výstava Zaostalých proběhla roku 2007 v Městské knihovně v Praze.

## TvorbaZaostalých
V dílech Zaostalých se setkává krásné i ošklivé, vznešené i nízké, naléhavě vážné i romanticky ironické. Bedřich Dlouhý a Zdeněk Beran, zřejmě nejvýraznější členové sdružení, kombinují malbu až precizně staromistrovsky pojednanou s prostorovými materiálovými objekty (fantaskní přístroje, hlávky zelí, nosítka či cestovní kufry napěchované podivnými fragmenty). Vznikají tak působivé celky - jakési environmenty, které vynikají svou nenapodobitelnou syrovostí a účinností. Soustředěné nefigurální kresby a malby Pavla Nešlehy s instalovanými plastickými doplňky se spíše blíží k mystickým vizím.
Název Zaostalí byl reakcí na povrchní hodnocení umění měřítkem aktuálních tendencí ve světě a výrazem sebevědomí autorů, kteří se vymezovali vlastním a nezávislým systémem hodnot. Pro umělce není holá současnost jediným rozměrem bytí, ale spíše branou, kudy se vchází do různých oblastí a vrstev času a dějin, od realit skutečných až k fiktivním. Zájem o minulost se tak často stává hledáním nových cest, snahou najít ve včerejšku tajemnou věštbu zítřka, ať již ve smyslu naděje, nebo varování.
Instalace Hromada v Mánesu roku 1992 byla vyjádřením originálního smyslu Zaostalých pro uvedení časové dimenze, zpochybňující realitu světa. V tom jsou blízcí dekadentům na přelomu 19. a 20. století, ale cílem jejich negace nebylo nihilistické truchlení. Tato metaforická akce se zánikem původně autonomních uměleckých děl měla v divákovi svou divností probudit úžas a otevřít jeho imaginaci. Zdánlivé ponížení uměleckých artefaktů bylo možno chápat jako reflexi přelomu dějin a smíření s faktem, že díla reprezentující estetické ideje spojené s duchem umělecké alternativy a vzdoru, je třeba přinést jako obětiny nové éře lidské svobody.
Skepse tváří tvář současnosti není v umění ničím nezvyklým. Je základem romantického tragismu, který se dějinami umění vine jako kolektivní jev spjatý s dobou nebo jako individuální psychologická charakteristika umělce. Věčný námět Vanitas, trosek a apokalyptických katastrof spojených se zánikem civilizace vyplývá ze soustředění vnitřního zraku umělce na destruktivní práci času. Cesta kupředu je tak cestou k zániku a kladení otázky po smyslu bytí znamená také kritickou sebereflexi, kterou musí umělec podstoupit. Východiskem není renesance mýtu, ale individuální zkušenost, která je ve své konečnosti tragická.

## Členové
- Zdeněk Beran, malíř, profesor AVU (7.3.1937-7.11.2014)
- Hugo Demartini, sochař, Profesor AVU (11.7.1931-14.9.2010)
- Bedřich Dlouhý, malíř, Profesor AVU (2.8.1932)
- Jan Klusák, hudební skladatel, (18.4.1934)
- Karel Kouba, architekt a malíř, (15.9.1929-29.2.1996)
- Pavel Nešleha, malíř a fotograf, Profesor VŠUP (19.2.1937-13.9.2003)

## Výstavy
- 1988 Forum ’88, Pražská tržnice
- 1990 Zaostalí, Lidový dům ve Vysočanech, Praha 9 (uskutečnila se v redukované podobě v Nové síni)
- 1990 Zaostalí, Nová síň Praha, paralelně Praha-Paříž, Mánes
- 1992 Hromada (nebo Obětiště), výstava Situace '92 u příležitosti Mezinárodního kongresu AICA ve Vídni '92 , Mánes Praha
- 2007 Zaostalí, Městská knihovna, galerie hlavního města Prahy